# Blatné Remety
Blatné Remety (hongrois : Sárosremete) est un village de Slovaquie situé dans la région de Košice.

## Histoire
Première mention écrite du village en 1340.

## Démographie

### Évolution de la population
| Année:               | 1994. | 2004.    | 2014.    | 2024.   |
| -------------------- | ----- | -------- | -------- | ------- |
| Nombre de personnes: | 445   | 503      | 663      | 626     |
| Différence:          |       | +13,03 % | +31,80 % | -5,58 % |

| Année:               | 2023. | 2024.   |
| -------------------- | ----- | ------- |
| Nombre de personnes: | 619   | 626     |
| Différence:          |       | +1,13 % |

## Politique
| Nom            | Parti politique      | Date de l'élection | Fin du mandat |
| -------------- | -------------------- | ------------------ | ------------- |
| Václav Lachyta | Candidat indépendant | 02.12.2006         | Déc. 2010     |